# Братец медвежонок (саундтрек)
Brother Bear: An Original Walt Disney Records Soundtrack (рус. Бра́тец медвежо́нок: оригина́льный саундтре́к Уо́лт Дисне́й Ре́кордз) — официальный саундтрек к мультфильму «Братец медвежонок», выпущенного студией Walt Disney в 2003 году.
Brother Bear: An Original Walt Disney Records Soundtrack состоит из музыки, написанной композиторами Марком Манчиной и Филом Коллинзом. Помимо этого, в саундтрек вошли песни, написанные и исполненные: Тиной Тёрнер, The Blind Boys of Alabama, Ореном Уотерсом, Болгарским женским хором и Филом Коллинзом. Альбом был выпущен 21 октября 2003 года студией Walt Disney Records.

## Список композиций
1. «Look Through My Eyes» — Фил Коллинз — 4:01
2. «Great Spirits» — Тина Тёрнер — 3:23
3. «Welcome»* — Фил Коллинз — 3:38
4. «No Way Out» (тема из «Brother Bear») (сингл-версия) — Фил Коллинз — 4:18
5. «Transformation» — Болгарский женский хор — 2:29
6. «On My Way» — Фил Коллинз — 3:40
7. «Welcome» — The Blind Boys of Alabama и Фил Коллинз с Ореном Уотерсом — 3:14
8. «No Way Out» (тема «Brother Bear») — Фил Коллинз — 2:37
9. «Transformation» — Фил Коллинз — 2:26
10. «Three Brothers» (Score) — 6:44
11. «Awakes as a Bear» (Score) — 6:48
12. «Wilderness of Danger and Beauty» (Score) — 5:32

*«Welcome» является темой Walt Disney's Parade of Dreams в Диснейленде.
Best Buy Exclusive
1. «Great Spirits» — Phil Collins — 4:47

## Чарты
Альбом
| Год  | Чарт                       | Позиция |
| ---- | -------------------------- | ------- |
| 2003 | U.S. Billboard 200         | 52      |
| 2003 | U.S. Billboard Soundtracks | 2       |

Синглы
| Год  | Сингл                  | Исполнитель | Чарт               | Позиция |
| ---- | ---------------------- | ----------- | ------------------ | ------- |
| 2003 | «Look Through My Eyes» | Фил Коллинз | Adult Contemporary | 5       |